# ميل مي-12
ميل مي-12 أو ميل في-12 (بالإنجليزية:Mil V-12 أو Mi-12) هي أكبر مروحية بُنيت مطلقاً. الاسم «مي-12» كان لإنتاج المروحية. منذ توقف إنتاج في-12 فقط أُنتج فقط نموذجين، الاسم «مي-12» لم يُستعمل رسمياً.